# 20.ª Divisão Panzer (Alemanha)
A 20ª Divisão Panzer (em alemão: 20. Panzer-Division) foi uma unidade militar blindada da Alemanha que esteve em serviço durante a Segunda Guerra Mundial.

## Comandantes
| Comandante                                  | Data                                                    |
| ------------------------------------------- | ------------------------------------------------------- |
| Generalleutnant Horst Stumpff               | 13 de novembro de 1940 - 10 de setembro de 1941         |
| Oberst Georg von Bismarck                   | 10 de setembro de 1941 - 13 de outubro de 1941 m.d.F.b. |
| Generalmajor Wilhelm Ritter von Thoma       | 14 de outubro de 1941 - 30 de junho de 1942             |
| Generalmajor Walther Düvert                 | 1 de julho de 1942 - 10 de outubro de 1942              |
| Oberst Heinrich Freiherr von Lüttwitz       | 10 de outubro de 1942 - 30 de novembro de 1942 m.d.F.b. |
| Generalmajor Heinrich Freiherr von Lüttwitz | 1 de dezembro de 1942 - 11 de maio de 1943              |
| Generalleutnant Mortimer von Kessel         | 12 de maio de 1943 - 1 de janeiro de 1944               |
| Oberst Werner Marcks                        | 1 de janeiro de 1944 - 1 de fevereiro de 1944 m.d.F.b.  |
| Generalleutnant Mortimer von Kessel         | 2 de fevereiro de 1944 - 5 de novembro de 1944          |
| Oberst Hermann von Oppeln-Bronikowski       | 6 de novembro de 1944 - 31 de dezembro de 1944 m.d.F.b. |
| Generalmajor Hermann von Oppeln-Bronikowski | 1 de janeiro de 1945 - 8 de maio de 1945                |

## Oficiais de Operações
| Major Curt-Ulrich von Gersdorff | 15 de outubro de 1940-11 de agosto de 1941 |
| Oberstleutnant Helmut Staedke   | 11 de agosto de 1941-1 de outubro de 1942  |
| Oberstleutnant Rolf Bruns       | 1 de outubro de 1942-25 de outubro de 1943 |
| Oberstleutnant Hans Schöneich   | 25 de outubro de 1943-25 de agosto de 1944 |
| Major Norbert Bittl             | 25 de agosto de 1944-1945                  |

## Área de operações
| Alemanha]]                     | novembro de 1940 - junho de 1941    |
| Frente Oriental, setor central | junho de 1941 - maio de 1944        |
| Frente Oriental, setor sul     | maio de 1944 - agosto de 1944       |
| Romênia                        | agosto de 1944 - outubro de 1944    |
| Prússia Oriental               | outubro de 1944 - janeiro de 1945   |
| Hungria                        | janeiro de 1945 - fevereiro de 1945 |
| Polônia & Alemanha Oriental    | fevereiro de 1945 - maio de 1945    |